# Stramshall
Stramshall – wieś w Anglii, w hrabstwie Staffordshire, w dystrykcie East Staffordshire. Leży 21 km na północny wschód od miasta Stafford i 198 km na północny zachód od Londynu. Miejscowość liczy 1567 mieszkańców.